# Cissites
Cissites là một chi bọ cánh cứng trong họ Meloidae.
Chi này được miêu tả khoa học năm 1804 bởi Latreille.

## Các loài
Các loài trong chi này gồm:
- Cissites apicalis Perty, 1830
- Cissites debyi Fairmaire, 1885
- Cissites maculatus (Swederus, 1787)